# Torgelow (Falkenberg)

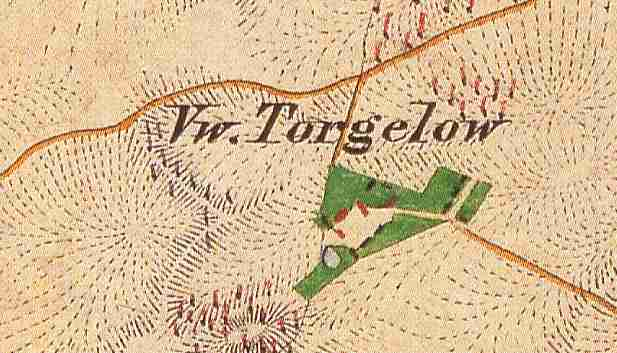
Torgelow auf dem Urmesstischblatt 3249 Heckelberg von 1844

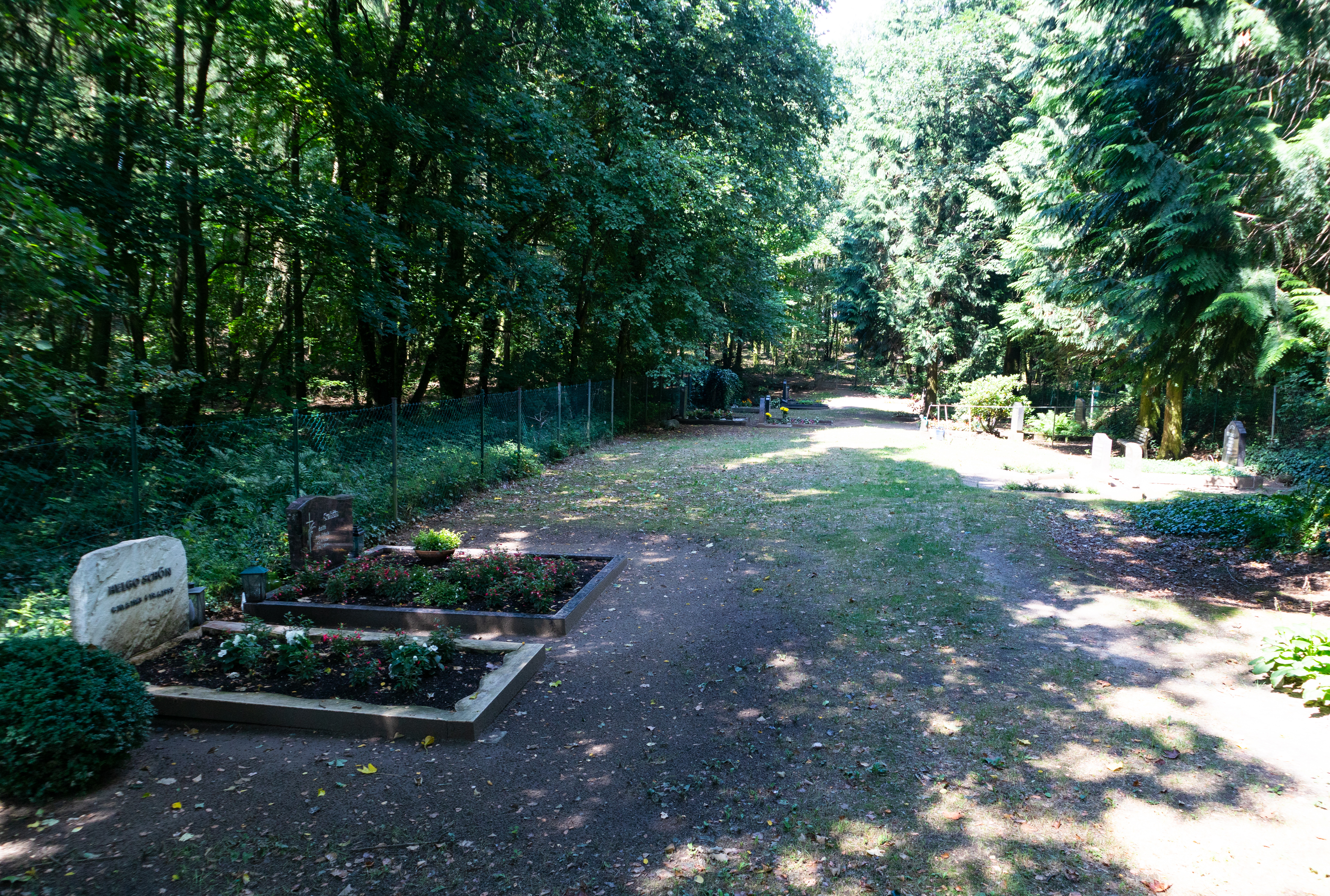
Kleiner Waldfriedhof bei Torgelow

Torgelow ist ein Gemeindeteil von Dannenberg/Mark, einem Ortsteil der Gemeinde Falkenberg im Landkreis Märkisch-Oderland (Brandenburg). Die Gemeinde Falkenberg wird vom Amt Falkenberg-Höhe verwaltet und ist auch Sitz des Amtes. Das mittelalterliche Dorf Torgelow (oder Torgow) war bereits zur Mitte des 14. Jahrhunderts wüstgefallen. Zu Ende des 16. Jahrhunderts wurde westlich der alten Dorfstelle das neue Vorwerk Torgelow aufgebaut, aus dem sich der heutige Ort dieses Namens entwickelte. Südöstlich der alten Dorfstelle entstand einige Jahre vor 1700 das Vorwerk Platz, das 1890 abbrannte und nicht wieder aufgebaut wurde. Schließlich entstand Ende des 19. Jahrhunderts an der alten Dorfstelle der Dannenberger Gemeindeteil Platzfelde. Das neuzeitliche Torgelow bildete einen Gutsbezirk, der bereits 1928 mit der Gemeinde Dannenberg/Mark vereinigt wurde, war also zu keiner Zeit eine eigenständige Landgemeinde.

## Geographische Lage
Der heutige Ort Torgelow liegt ca. 2 km südlich von Dannenberg. Es ist über eine kleine Verbindungsstraße, die von der L 35 (Dannenberg/Mark nach Harnekop) abzweigt zu erreichen. Torgelow ist heute ein Teil der Gemarkung Dannenberg/Mark. Bei Torgelow liegt mit 152 m die höchste Erhebung des Barnim.

## Das mittelalterliche Dorf
Über die Geschichte des mittelalterlichen Dorfes Torgelow in der historischen Landschaft des Barnim, in einigen (späteren) Urkunden auch Torgow genannt, ist mangels Urkunden so gut wie nichts bekannt. Es lag an der Stelle des heutigen Wohnplatzes Platzfelde, an der Kreuzung der B 158 mit der L 36. Nach dem Freienwalder Bürgermeister Prenzlow, der Anfang des 18. Jahrhunderts amtierte, war damals an der alten Dorfstelle noch die Umfassungsmauer des Kirchhofs vorhanden bzw. sichtbar, und die auf der Freienwalder Hälfte der Feldmark lag. Da die älteren Belege alle auf Torgow oder ähnlich lauten, der Name Torgelow kam erst im 17. Jahrhundert auf, geht Schlimpert von einer altpolabischen Grundform * Torgov- = Ort, an dem Markt abgehalten wird aus. Er rechnet damit, dass der Name von Torgau/Elbe übertragen wurde, schließt aber eine unabhängige Benennung nicht aus. In der Neuzeit bürgerte sich aber der Name Torgelow ein, vermutlich auch eine Angleichung an das mecklenburgische Torgelow.
Das mittelalterliche Dorf muss wohl bis oder vor der Mitte des 14. Jahrhunderts wüst gefallen sein, denn es wird im Landbuch von 1375 nicht (mehr) erwähnt. In der Ersterwähnung von 1422 war das Dorf bereits wüst. Die halbe wüste Feldmark gehörte damals den von Pfuel, die sie jedoch als Afterlehen der v. Uchtenhagen innehatten. Die v. Uchtenhagen waren vom brandenburgischen Markgrafen mit der kleinen Herrschaft Freienwalde belehnt worden; die Herrschaft Freienwalde schloss also Torgelow (bzw. Torgow) mit ein. 1471 verzichtete Hans v. Pfuel auf diesen Besitz zugunsten seiner Vettern Christoph und Wilhelm v. Pfuel. Der Landesherr gab dazu seine Einwilligung. 1477 verkauften die v. Pfuel diese Hälfte der Feldmark an die Stadt Freienwalde um 50 Schock Groschen. Dazu gab ihr direkter Lehnsherr Caspar v. Uchtenhagen sein Einverständnis. 1575 wurde ein Teilungsvertrag zwischen Hans und Werner v. Uchtenhagen auf der einen Seite und der Stadt Freienwalde auf der anderen Seite aufgesetzt. Dabei wurde der Heerweg von Freienwalde nach Berlin (die heutige B 158) als Grenze festgesetzt. Die Stadt Freienwalde erhielt die linke Hälfte der Feldmark (also den südöstlichen Teil), die v. Uchtenhagen behielten den Teil der Feldmark, der zur rechten Hand des Heerweges lag (also den nordwestlichen Teil). Das mittelalterliche Dorf gehörte kirchlich zur Sedes Strausberg.

## Das neuzeitliche Dorf Torgelow
Nach 1575 entstanden auf der Uchtenhagenschen Hälfte ein Vorwerk und eine Schäferei. Nach dem Übergang der Herrschaft Freienwalde an den Landesherrn 1618 und deren Umwandlung in ein landesherrliches Amt wurde das Vorwerk Torgelow Amtssitz des Amtes Freienwalde. Im Jahr 1618 wurden auf dem Vorwerk 19 Ochsen, 926 Schafe, 10 Pferde, und 25 Schweine gehalten. Über das Schicksal Torgelows im Dreißigjährigen Krieg ist wenig bekannt. Vermutlich war das Vorwerk zerstört worden, und die Feldmark war wieder bewachsen. 1695 war ein neues Maier- bzw. Wohnhaus errichtet worden. 1698 kam es zum Streit mit der Stadt Freienwalde wegen des Hütungsrechts auf der städtischen Hälfte der Feldmark Torgelow (Vorwerk Platz), das das Amt Freienwalde beanspruchte. 1704 wird ein Schäferhaus und ein Schafstall mit 26 Gebinden erwähnt. Auf dem Vorwerk wurden 600 bis 700 Schafe gehalten, außerdem noch 12 Kühe und eine unbekannte Zahl an Schweinen. An Acker war inzwischen soviel geräumt worden, dass 13 bis 14 Wispel Aussaat ausgebracht werden konnten. Allerdings gab es noch viel Strauchwerk, d. h. nicht geräumten Acker. 1736 wird die Größe des Vorwerks mit 1369 Morgen (ein Morgen zu 180 Quadratruten) angegeben, davon waren 1156 Morgen Acker, 188 Morgen bewachsener nicht genutzter Acker, 4 Morgen Garten und 19 Morgen Wiesen. Der Tierbestand war: 10 Kühe, 5 Stück Güstevieh, 600 Schafe, Schweine und Federvieh. Im Winterfeld trug der Acker das 4- bis 4,5fache der Aussaat, im Sommerfeld sogar das 4,5- bis 5fache der Aussaat.
Ab 1747 war das Vorwerk an das Große Militärwaisenhaus in Potsdam verpachtet. Die jährliche Pacht betrug damals 596 Taler 15 Groschen. 1766 gehörten zum Vorwerk Torgelow 1177 Morgen Acker, 167 Morgen bewachsener Acker, 53 Morgen Wiesen und 5 Morgen Garten, zusammen 1402 Morgen. Der Viehstand betrug 24 Stück Rindvieh und 900 Schafe. Das Vorwerk wurde 1766 vom Amtmann Münchehoff bewirtschaftet; es wurden 36 Ochsen, 14 Stück Rindvieh und 700 Schafe gehalten. Auf den Äckern wurde Gerste und Hafer angebaut. Der Acker war nicht besonders fruchtbar, denn 300 Morgen waren 3- und 6-jähriges Land, d. h. diese Äcker konnten nur alle drei oder sechs Jahre besät werden. 1782/83 entstand auf Torgelow eine Büdnerkolonie mit acht Büdnerfamilien.
1801 war es (immer noch) ein Erbzinsvorwerk des Großen Militärwaisenhauses in Potsdam. Damals wohnten neben dem Amtmann noch 4 Büdner- und 4 Einliegerfamilien auf Torgelow, insgesamt 47 Personen in neun Wohnhäusern. 1811 bekam der Kupferstecher Prof. Johann Friedrich Frick gegen ein Erbstandsgeld von 10.000 Talern und eine jährliche Abgabe von 1160 Talern die Vorwerke Torgelow und Sonnenburg in Erbpacht. Der Kontrakt begann mit Trinitatis (= 22. Mai) 1812. Bis 1820 wurde die Heerstraße zwischen dem Sternkrug und Freienwalde zur Chaussee ausgebaut. Bereits 1812 begann Frick mit dem Bau eines neuen Gutshauses in Sonnenburg. Die jährliche Pacht wurde aufgrund dieser Investitionen auf 856 Taler reduziert. 1830 bekam Frick für seine Güter Torgelow und Sonnenburg zusammen die „Eigenschaft eines landtagsfähigen Rittergutes“. Diese Eigenschaft vererbte sich auf seine ehelichen Nachkommen, sofern die beiden Güter nicht getrennt wurden bzw. ohne königliche Erlaubnis getrennt wurden. Die beiden Vorwerke wurden ihm später für eine geringe Kaufsumme eigentümlich überlassen. 1836 verkaufte er die Vorwerke Torgelow und Sonnenburg für 60.000 Taler an den Rentier August Kabrun.
August Kabrun wiederum verkaufte die beiden Vorwerke 1840 wieder für 58.000 Taler an die Baronin Auguste von Goellnitz geb. Olberg, Frau des Baron Hans von Goellnitz. 1840 gab es in Sonnenburg 9 Wohnhäuser, zur nördlich des Gutes aufgebauten Försterei gehörte ein Wohnhaus. 1848 verkaufte die Baronin das Gut Sonnenburg/Torgelow für 116.000 Taler an Johann Gottfried Kreitling aus Niederschönhausen. Dieser tauschte Sonnenburg und Torgelow gegen das Gut Landhof bei Wriezen, das dem in Berlin ansässigen Carl Hellwig gehörte. Hellwig verpachtete das Gut an Andreas Ackermann; ihm folgte sein Sohn Adolf Ackermann als Pächter nach. 1851 ging Hellwig in Konkurs und aus der Konkursmasse erwarb Hans Grunow das Gut um 83.100 Taler. Bereits 1852 verkaufte er es wieder an den Kaufmann Hermann Jung für 95.800 Taler. 1860 wurden in Torgelow 7 Wohnhäuser und 11 Wirtschaftsgebäude verzeichnet.
Zu Torgelow gerechnet wurde auch der Schutzbezirk Freienwalder Forst bzw. Torgelow mit einem Forsthaus (heute Bodenseichen) bestehend aus einem Wohnhaus und zwei Wirtschaftsgebäuden. 1864 wurde das Gut Sonnenburg/Torgelow getrennt; Jung verkaufte Torgelow für 100.00 Taler an den Rittergutsbesitzer Wilhelm von Jena, der in Cöthen ansässig war. Torgelow bildete nun einen eigenen Gutsbezirk. 1890 wurde aus dem Baumaterial der alten Kirche in Dannenberg ein neues Schulgebäude in Torgelow errichtet.
Noch um 1900 (nach den Topographischen Karten 1 : 25.000 3249 Heckelberg und 3250 Bad Freienwalde) bildeten Torgelow, Platzfelde und Platz eigene Gutsbezirke bzw. Schutzbezirke. Zu Zeiten der Mark Brandenburg, ab 1817 in der Provinz Brandenburg lag Torgelow im Oberbarnimschen Kreis. Nach der Kreisreform von 1952 gehörte Torgelow zum Kreis Bad Freienwalde, und ab 1993 zum Landkreis Märkisch-Oderland.
1928 wurde der Gutsbezirk Torgelow (wie auch der Schutzbezirk Torgelow) nach Dannenberg/Mark eingemeindet. 1932 war Torgelow ein Wohnplatz der Gemeinde Dannenberg. 1964 und 1973 wurde Torgelow dagegen als Ortsteil von Dannenberg bezeichnet.
Dannenberg/Mark schloss sich 1992 mit acht anderen Gemeinden zum Amt Falkenberg-Höhe zusammen. Zum 31. Dezember 2001 bildeten die Gemeinden Dannenberg/Mark, Falkenberg/Mark und Kruge/Gersdorf die neue Gemeinde Falkenberg. Seither ist Dannenberg/Mark ein Ortsteil von Falkenberg, Torgelow ein bewohnter Gemeindeteil von Dannenberg/Mark.
In Torgelow lebte der Ofenbauer Walter Praedel, der 1961 aus Frust über den Mauerbau in Dannenberg eine Scheune anzündete, im Dezember 1961 vor dem Bezirksgericht Frankfurt (Oder) zum Tode verurteilt und im Januar 1962 in Dresden mit dem Fallbeil hingerichtet wurde.